# JJ Cobas
JJ Cobas fou una empresa catalana fabricant de motocicletes, fundada el 1983 a Barcelona pel comerciant Jacinto Moriana i l'enginyer Antonio Cobas. La seva raó social era JJ Cobas Engineering, S.L. i fabricà durant uns anys a Vilassar de Mar, fins que es va traslladar a Sant Andreu de la Barca el 1990. L'empresa fou dissolta definitivament el 1998, poc després de la mort de Moriana.
JJ Cobas destacà especialment per les seves motocicletes de velocitat innovadores i altament competitives. Ha aconseguit tota mena d'èxits internacionals d'entre els quals cal esmentar el Mundial de velocitat de 125cc guanyat per Àlex Crivillé el 1989. També varen ser molt ben valorades pels experts les seves motocicletes de trial, de carretera i de trail (modalitat similar a l'enduro).

## Història

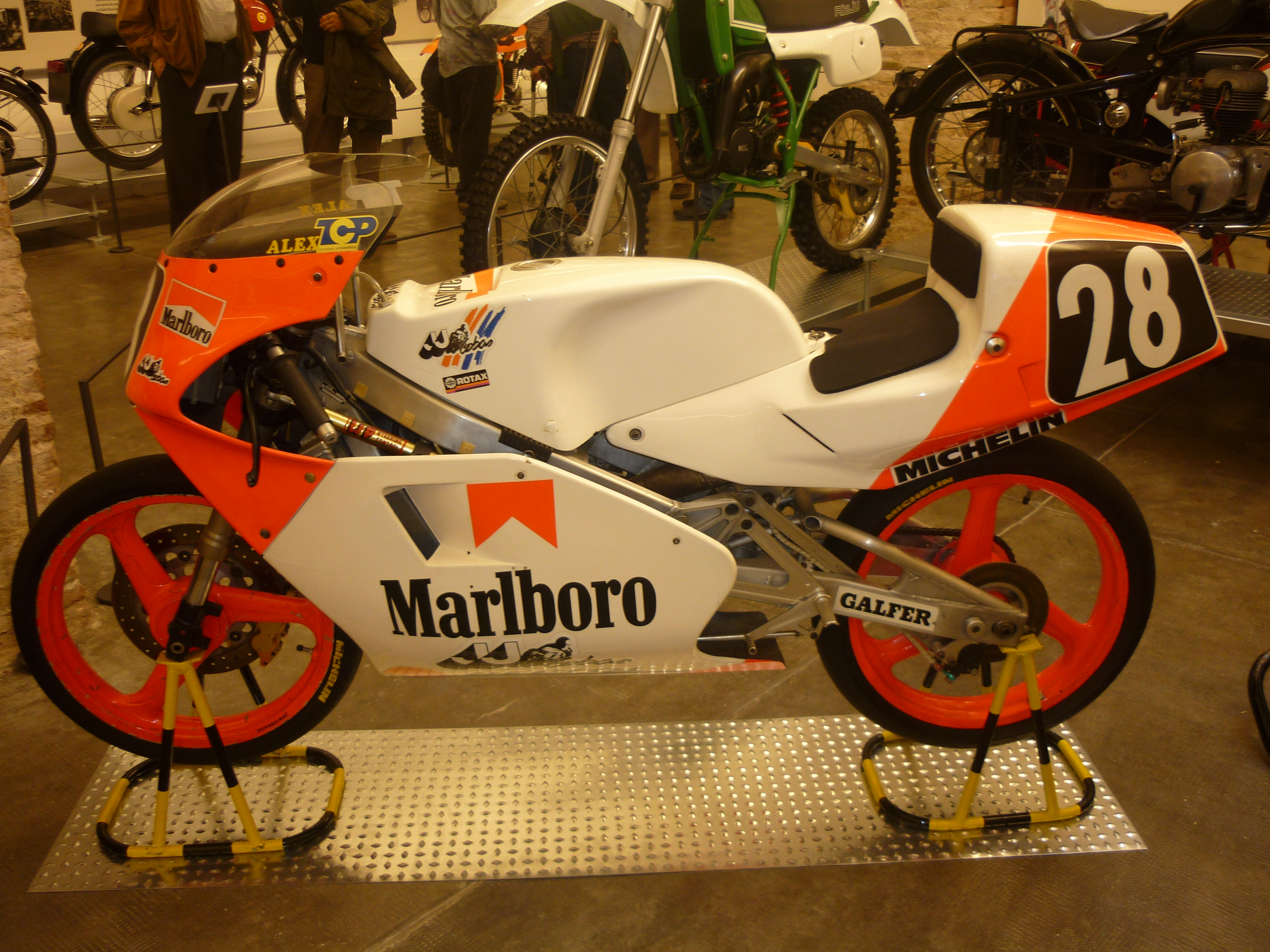
La JJ Cobas 125cc amb què Àlex Crivillé guanyà el Mundial de 1989

Jacinto Moriana era l'amo de la botiga barcelonina JJ Automóviles i d'ençà de 1976 dirigia la seva pròpia escuderia, l'Escuderia JJ, des de la qual patrocinava alguns dels millors pilots de motociclisme catalans en totes les disciplines: Lluís Miquel Reyes, Carles Cardús, Joan Garriga, Sito Pons, Carles Mas, Toni Gorgot, els germans Toni i Jordi Elías, etc. D'altra banda, Antonio Cobas era un brillant enginyer del sector de la motocicleta, especialitzat sobretot en l'apartat del xassís, que no feia gaire ja havia participat en la fundació de dues marques de motocicletes de velocitat de renom: Siroko i Kobas.
Cap al gener de 1983, Moriana contactà amb Cobas i li oferí de crear una empresa conjunta, proposta que Cobas acabà acceptant cap a final de març d'aquell any. El seu primer projecte dins la nova societat fou la JJCobas de trial, equipada primer amb un motor de Montesa Cota i a partir de la versió RC25 amb un de Bultaco Sherpa T.
Tot seguit, l'empresa desenvolupà una motocicleta per a curses de resistència amb motor BMW K100, i a partir de 1984 entrà de ple al món dels Grans Premis amb la seva primera creació en aquest camp: la TR1. Des d'aleshores fins al final, JJ Cobas anà millorant les seves motocicletes de velocitat, arribant a uns nivells de prestacions de primera línia.
La darrera moto de la marca dissenyada íntegrament per Antonio Cobas fou la trail de 1995 amb motor Yamaha XTZ 660. Un any després, el 1996, abandonà la societat per tal de dedicar-se en exclusiva a dirigir l'equip del seu amic Sito Pons: el Team Honda Pons.

## Producció
Relació dels principals models fabricats, inclosos alguns prototipus.

### Velocitat

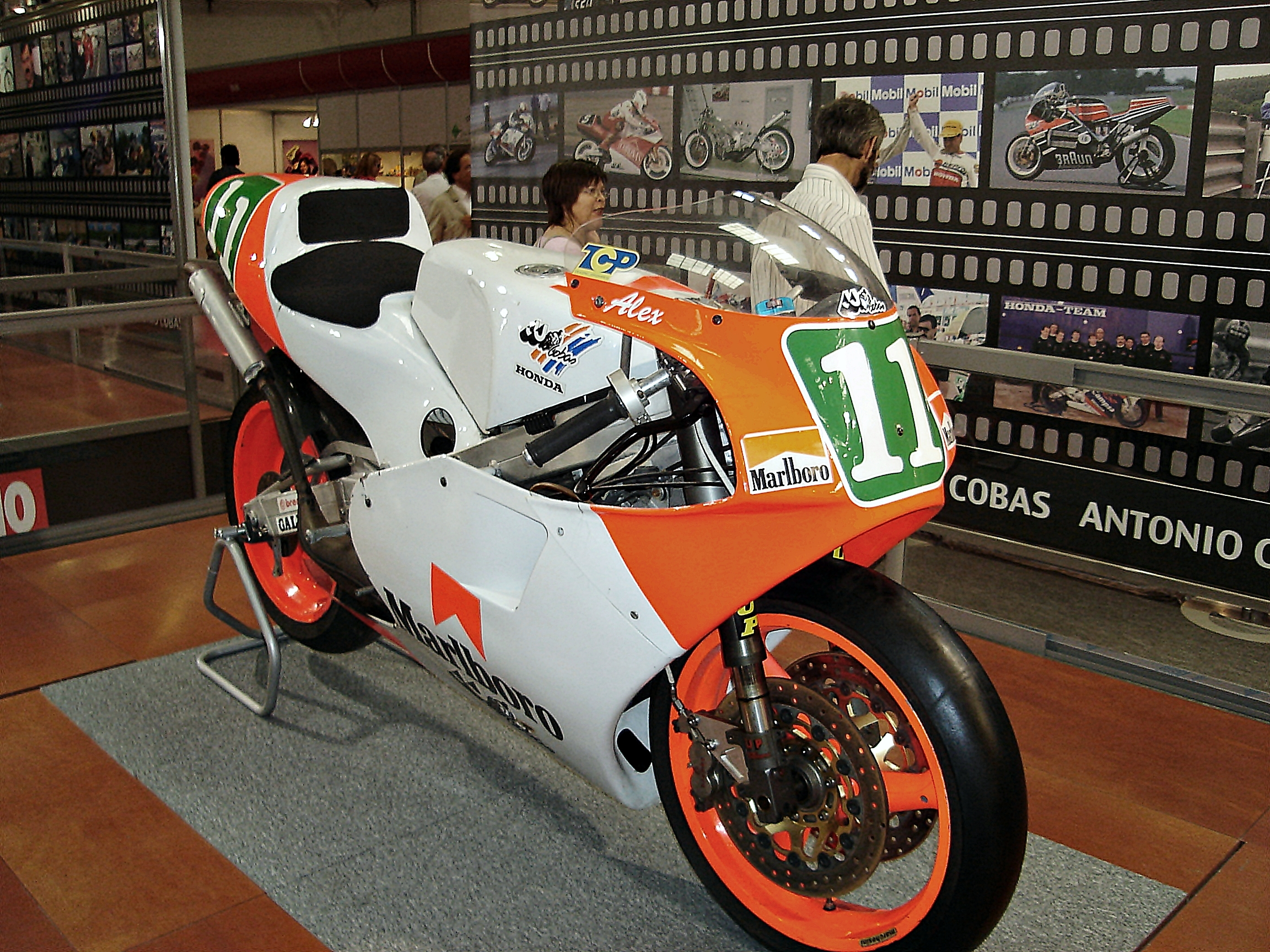
La JJ Cobas 250 amb motor Honda que pilotà Àlex Crivillé el 1991

| Model          | Any                 | Motor                                             | Característiques                                                                              |
| -------------- | ------------------- | ------------------------------------------------- | --------------------------------------------------------------------------------------------- |
| JJ Cobas BMW   | 1984                | BMW K100                                          | Model per a curses de Resistència                                                             |
| TR-1           | 1984                |                                                   |                                                                                               |
| JC-2           | 1986                | KTM 250cc de motocròs                             |                                                                                               |
| TA-1 TA-2 TA-3 | 1986 1987-1988 1989 | Autisa 80cc Autisa 80cc Autisa o Huvo Casal       | Anomenades JJ Cobas-Autisa                                                                    |
| TR3-C          | 1987                |                                                   | Xassís multitubular d'acer                                                                    |
| TB1            | 1987                | MBA monocilíndric 125cc                           | Xassís de doble viga d'alumini. Fou la primera versió de la GP 125cc Campiona del Món el 1989 |
| TB5            | 1988                | Rotax 125cc                                       |                                                                                               |
| TB6            | 1989                | Rotax 125cc                                       | Campiona del món el 1989 pilotada per Àlex Crivillé                                           |
| TR4-C          | 1989                | Rotax 250cc                                       | Evolució de la TR3 de 1987                                                                    |
| PV-51          | 1989                | Motor en V obra d'Eduard Giró, partint d'un Rotax | Xassís Cobas                                                                                  |
| PV-61 PV-62    | 1990                |                                                   | Evolució de la PV-51                                                                          |
| PVH21          | 1991                | Honda RS250 V2                                    | Xassís de doble viga d'alumini                                                                |
| TB7H           | 1991                | Honda RS 125cc (Kit HRC opcional)                 | Xassís de doble viga d'alumini                                                                |
| PSH            | 1992                | Honda XR600 monocilíndric de quatre temps         |                                                                                               |

### Carretera
| Model         | Any  | Motor            | Característiques                                                                            |
| ------------- | ---- | ---------------- | ------------------------------------------------------------------------------------------- |
| JY3           |      | Yamaha RD 350cc  | Derivada de la sèrie JC-2 de Gran Premi de 1986                                             |
| JY4           |      | Yamaha TZR 250cc | Xassís de doble viga d'alumini. Destinada al mercat japonès                                 |
| JJCobas Trail | 1995 | Yamaha XTZ 660   | Xassís de doble viga d'alumini. Fou el darrer model dissenyat íntegrament per Antonio Cobas |

### Trial

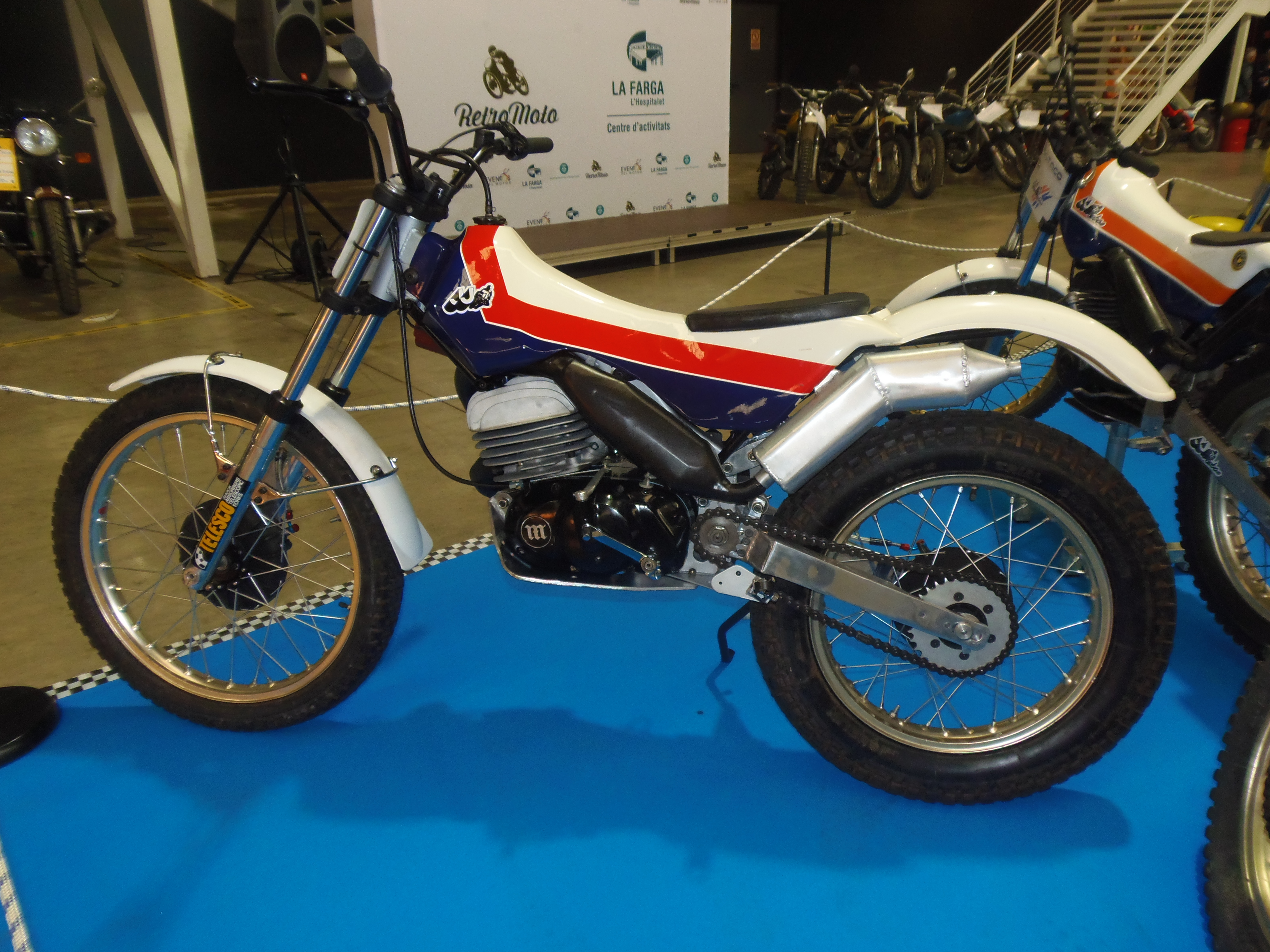
La JJ Cobas RC 31 amb motor Montesa de 1984

El prototipus de la JJ Cobas de trial, presentat el 1983, era una motocicleta avançada al seu temps. No va triomfar a causa de les excessives novetats que incorporava, però va establir les bases tècniques del trial modern en ser la primera motocicleta d'aquesta especialitat a emprar suspensió posterior monoamortidor, frens de disc i xassís monoviga d'alumini (malgrat que a la sèrie, per qüestions de cost i robustesa, s'hi emprà l'acer).
| Model | Any  | Motor         | Característiques |
| ----- | ---- | ------------- | --- |
| RC 2  | 1983 | Montesa 350cc | |
| RC 25 |      | Bultaco 350cc | |
| RC 26 |      | Bultaco       | |
| RC 31 |      | Montesa       | |
| RC 35 |      | Bultaco       | |
| N4A   |      | Montesa       | Prototipus dissenyat per Cobas amb col·laboració amb els tècnics de Montesa, a petició d'aquests. Fou la base de la Montesa Campiona del Món el 1996 amb Marc Colomer |

## Competició
Al llarg de la seva existència, per l'equip oficial de JJ Cobas hi passaren pilots d'alt nivell. Tot seguit se n'enumeren els més coneguts:

### Velocitat
| Pilots de velocitat destacats amb JJ Cobas | Pilots de velocitat destacats amb JJ Cobas | Pilots de velocitat destacats amb JJ Cobas | Pilots de velocitat destacats amb JJ Cobas | Pilots de velocitat destacats amb JJ Cobas | Pilots de velocitat destacats amb JJ Cobas | Pilots de velocitat destacats amb JJ Cobas |
| ------------------------------------------ | ------------------------------------------ | ------------------------------------------ | ------------------------------------------ | ------------------------------------------ | ------------------------------------------ | ------------------------------------------ |
| Carles Cardús                              |                                            | Joan Garriga                               |                                            | Toni Garcia                                |                                            | Lluís Miquel Reyes                         |
| Domingo Gil                                |                                            | Joan Ramon Bolart                          |                                            | Carles "Charly" Giró                       |                                            | Jorge Martínez "Aspar"                     |
| Julián Miralles                            |                                            | Antoni Sánchez                             |                                            | Jaume Mariano                              |                                            | Alan Carter                                |

Campions internacionals amb JJ Cobas
| Pilot           | Títol                    | Any  |
| --------------- | ------------------------ | ---- |
| Xavier Cardelús | Campió d'Europa de 250cc | 1987 |
| Àlex Crivillé   | Campió del Món de 125cc  | 1989 |
| Xavier Debón    | Campió d'Europa de 125cc | 1990 |

### Trial
- Toni Gorgot (Segon als Tres dies de Santigosa de 1984 amb la JJ Cobas)
- Gabino Renales